# Dichromatobolus elephantulus
Dichromatobolus elephantulus — вид двопарноногих багатоніжок родини Pachybolidae. Описаний у 2020 році.

## Поширення
Ендемік Мадагаскару. Виявлений у заростях чагарників на плато Махафалі на південному заході острова.

## Опис
Багатоніжка завдовжки 6-8 см. Тіло товсте, у самців лише у вісім разів довше за ширину. У забарвленні помітний чіткий статевий диморфізм: самці червоні, самиці сірі, отвори озопор у обох статей позначені чорним колом. Ноги та вусики короткі. Передні гоноподи добре розвинені і на верхівці вигнуті збоку. Задній гонопод тонкий і видовжений, телоподіт простий, прямокутний.